# Guillaume Boivin
Guillaume Boivin (Montréal, 25 maggio 1989) è un ciclista su strada canadese che corre per il team Israel-Premier Tech. È professionista dal 2010.

## Palmarès

### Strada
- 2007 (Juniores)

2ª tappa Tour de l'Abitibi International (Rouyn-Noranda > Val-d'Or)
7ª tappa Tour de l'Abitibi International (Val-d'Or > Val-d'Or)
- 2008 (dilettanti)

3ª tappa Tour de Québec
Classifica generale Tour de Québec
- 2009 (dilettanti)

Campionati canadesi, Prova in linea
Campionati canadesi, Prova in linea dilettanti
- 2010 (Spidertech, cinque vittorie)

3ª tappa Tour de Québec
Classifica generale Tour de Québec
13ª tappa Vuelta a Cuba (Matanzas > San Antonio de los Baños)
1ª tappa Mi-août en Bretagne (Plouec de Trieux > Pontrieux)
3ª tappa Mi-août en Bretagne (Pont Scorff > Cléguer)
- 2013 (Cannondale, una vittoria)

2ª tappa Tour de Beauce (Thetford-Mines > Thetford-Mines)
- 2015 (Optum-Kelly, due vittorie)

Campionati canadesi, Prova in linea
3ª tappa, 2ª semitappa Tour de Beauce (Saint-Georges > Saint-Georges)
- 2016 (Cycling Academy, una vittoria)

1ª tappa Tour du Rwanda (Kigali > Ngoma)
- 2017 (Israel Cycling Academy, una vittoria)

Prologo Tour of Taihu Lake (Wuxi, cronometro)
- 2018 (Israel Cycling Academy, una vittoria)

Famenne Ardenne Classic
- 2021 (Israel Start-Up Nation, una vittoria)

Campionati canadesi, Prova in linea

#### Altri successi
- 2007 (Juniores)

Classifica a punti Tour de l'Abitibi International
- 2015 (Optum-Kelly)

Classifica punti Grand Prix cycliste de Saguenay

## Piazzamenti

### Grandi Giri
- Giro d'Italia

2018: 117º
2019: 125º
- Tour de France

2021: 105º
2022: non partito (21ª tappa)
2023: 126º
2024: non partito (14ª tappa)
2025: 149º
- Vuelta a España

2013: ritirato
2014: 149º

### Classiche monumento
- Milano-Sanremo

2018: 47º
2020: 39º
2024: 103º
- Giro delle Fiandre

2020: ritirato
2021: 97º
2023: 93º
2024: ritirato
2025: ritirato
- Parigi-Roubaix

2013: ritirato
2021: 9º
2022: 62º
2023: 45º
2024: ritirato
2025: 48º
- Liegi-Bastogne-Liegi

2021: ritirato
2023: ritirato
- Giro di Lombardia

2020: ritirato

### Competizioni mondiali
- Campionati del mondo

Aguascalientes 2007 - Cronometro Junior: 42°
Aguascalientes 2007 - In linea Junior: ritirato
Mendrisio 2009 - In linea Under-23: ritirato
Geelong 2010 - In linea Under-23: 3º
Copenhagen 2011 - In linea Under-23: 117º
Richmond 2015 - Cronosquadre Elite: 17°
Richmond 2015 - In linea Elite: 107º
Doha 2016 - Cronosquadre Elite: 12°
Doha 2016 - In linea Elite: ritirato
Bergen 2017 - In linea Elite: 35º
Yorkshire 2019 - In linea Elite: ritirato
Imola 2020 - In linea Elite: ritirato
Fiandre 2021 - In linea Elite: 17º
Glasgow 2023 - In linea Elite: 36°
- Giochi olimpici

Tokyo 2020 - In linea: 65º